# Hey Baby (песня No Doubt)
«Hey Baby» (с англ. — «Эй, детка») ― песня американской ска-группы No Doubt с их пятого студийного альбома Rock Steady. Она была выпущена в качестве лид-сингла альбома 29 октября 2001 года лейблом Interscope Records.
Песня получила в целом положительные отзывы от музыкальных критиков. Она стала коммерчески успешной, достигнув 5-го места в американском Billboard Hot 100 и войдя в первую 10-ку в нескольких других странах, включая Австралию, Германию, Новую Зеландию и Великобританию. Песня получила премию Грэмми в категории Лучшее поп-исполнение дуэтом или группой.

## История
Песня была одной из первых, написанных для альбома Rock Steady. Музыканты экспериментировали с электронными эффектами и звуками, похожими на пушки, которые гитарист Том Дюмон сравнивал с музыкой «Звездных войн». Примечательно, что вступление напоминает начало песни «Jungle Love» группы Стива Миллера. Текст песни и мелодия были записаны в домашней студии Дюмонта в Лос-Анджелесе несколько недель спустя. В то время как группа работала над альбомом в Кингстоне, Ямайка, в марте 2001 года продюсеры Слай и Робби оставили перкуссию и оригинальный вокал Гвен Стефани.

## Критика
Песня получила в целом положительные отзывы музыкальных критиков. Колин Делани из журнала Stylus Magazine не была впечатлена двусмысленностью текста и назвала песню бессмысленной и неинтересной. Сэл Чинквемани из журнала Slant Magazine назвал эту песню возвращением к истокам группы. Журнал Entertainment Weekly включила ее в список пяти лучших песен группы. Сайт About.com поставил поместил песню на 3-е место в списке пяти лучших синглов в карьере Стефани, как с группой, так и в качестве сольного исполнителя.

## Видеоклип
Сопровождающее музыкальное видео, снятое режиссером Дейвом Мейерсом, отражает тему песни. Оно было снято за три дня в Бойл-Хайтс, Лос-Анджелес. Сцены были разработаны так, чтобы воссоздать вечеринки, которые группа посещала во время записи Rock Steady на Ямайке. Сцена Янга была основана на реальном событии, когда он выиграл 200 долларов на спор, повесившись вниз головой голым на кольцах в клубе в Нью-Йорке. Сцена Дюмона, снятая в Casa Mexicana, вдохновлена аналогичной сценой из фильма «Индиана Джонс: В поисках утраченного ковчега».
Видео дебютировало под номером 10 на MTV Total Request Live, достигнув пика на 3-м месте, и возглавило Топ-20 обратного отсчета VH1 в течение трех недель. Клип получил премию MTV Video Music Awards в категориях Лучшее поп-видео и Лучшее групповое видео в 2002 году. В Канаде оно достигло 8-го места в обратном отсчете MuchMusic в течение двух недель подряд и оставалось там в течение девяти недель. 

## В культуре
Песня вошла в саундтрек фильмов «Девушка, похожая на меня: история Гвен Араухо» и «Мгновения Нью-Йорка».

## Трек-лист
| Australian/European CD maxi single 1. "Hey Baby" featuring Bounty Killer 2. "Hey Baby" - "The Homeboy Mix" aka "Fabian Mix" 3. "Ex-Girlfriend" - "The Psycho Ex Mix" aka "Philip Steir Mix" 4. "Hey Baby" music video UK CD maxi single 1. "Hey Baby" featuring Bounty Killer 2. "Hey Baby" (Fabian remix) | "Hey Baby"/"Hella Good" US vinyl release - A1. "Hey Baby" - A2. "Hey Baby" instrumental - A3. "Hey Baby" (The Homeboy Mix) - B1. "Hey Baby" (The Homeboy Mix) instrumental - B2. "Hella Good" |

## Чарты
| Chart (2001–2002)                   | Peak position |
| ----------------------------------- | ------------- |
| Австралия (ARIA)                    | 7             |
| Австрия (Ö3 Austria Top 40)         | 12            |
| Бельгия/Фландрия (Ultratop 50)      | 19            |
| Бельгия/Валлония (Ultratop 50)      | 31            |
| Croatia (HRT)                       | 5             |
| Дания (Tracklisten)                 | 7             |
| Europe (Eurochart Hot 100)          | 5             |
| Финляндия (Suomen virallinen lista) | 9             |
| Франция (SNEP)                      | 47            |
| Германия (GfK)                      | 8             |
| Greece (IFPI)                       | 10            |
| Ирландия (IRMA)                     | 15            |
| Италия (FIMI)                       | 11            |
| Нидерланды (Dutch Top 40)           | 13            |
| Нидерланды (Single Top 100)         | 14            |
| Новая Зеландия (Recorded Music NZ)  | 2             |
| Норвегия (VG-lista)                 | 3             |
| Poland (LP3)                        | 49            |
| Romania (Romanian Top 100)          | 3             |
| Шотландия (OCC Scotland)            | 5             |
| Швеция (Sverigetopplistan)          | 17            |
| Швейцария (Schweizer Hitparade)     | 11            |
| Великобритания (OCC UK Singles)     | 2             |
| США (Billboard Hot 100)             | 5             |
| США (Billboard Adult Pop Airplay)   | 10            |
| США (Billboard Pop Airplay)         | 1             |
| США (Billboard Rhythmic)            | 5             |

| Чарт (2002)                          | Позиция |
| ------------------------------------ | ------- |
| Australia (ARIA)                     | 37      |
| Europe (Eurochart Hot 100)           | 95      |
| Netherlands (Dutch Top 40)           | 89      |
| New Zealand (Recorded Music NZ)      | 35      |
| UK Singles (Official Charts Company) | 109     |

## Сертификации
| Регион                                                                      | Сертификация | Продажи |
| --------------------------------------------------------------------------- | ------------ | ------- |
| Норвегия (IFPI Norway)                                                      | Золотой      |         |
| США (RIAA)                                                                  | Золотой      | 500 000 |
| Данные о продажах + прослушиваниях приведены только на основе сертификации. |              |         |